# Жорж Кутон
Жорж Август Кутон (фр. Georges Couthon; Орсет, 22. децембар 1755 — Париз, 28. јул 1794) је био француски политичар и правник из периода Француске револуције. Један је од истакнутих јакобинаца и сарадника Максимилијана Робеспјера као члан Комитета јавне безбедности. Погубљен је на гиљотини након државног удара 27. јула 1794. године познатог као Термидорска реакција.

## Детињство и младост
Рођен је 22. децембра 1755. године у Орсету. Отац му је био нотар, а мајка ћерка трговца. Кутон је припадао ситној буржоазији. Као и његов отац, и он је постао нотар. Био је члан покрајинске скупштине Оверња од 1787. године од када се занима за политику. Пришао је Револуцији одмах по њеном избијању. Међутим, убрзо се показало да је Кутон инвалид. Установљен му је менингитис 1792. године. Кутон је сматрао да га је добио због честих сексуалних искустава у младости. Од 1793. године је у инвалидским колицима. Придружио се масонском покрету 1790. године.

## Француска револуција
Од 1791. године Кутон је члан Законодавне скупштине. Приступа јакобинском клубу. Септембра 1792. године изабран је у Национални конвент. Током посете Фландрији ради терапије, упознао се и спријатељио са Шарлом Франсоа Димурјеом. Под његовим утицајем, Кутон је накратко био члан жирондинаца. Међутим, већ октобра 1792. године је, заједно са осталим члановима тзв. странке "Умерених", пришао Максимилијану Робеспјеру. Са Робеспјером је делио многе ставове, нарочито у погледу вере. Жиронда и ебертовци установили су тзв. Култ Разума у циљу дехристијанизације Француске. Робеспјер и Кутон као одговор на то успостављају Култ Врховног бића. Гласао је за погубљење Луја XVI. Кутон је 30. маја 1793. године (после државног удара јакобинаца) изабран у Комитет јавне безбедности. На том месту је сарађивао са Робеспјером и Сен-Жистом наређујући хапшења истакнутих жирондинаца. Учествовао је у сузбијању побуне у Лиону јула 1793. године.
Кутон је 21. децембра 1793. године изабран за председника Конвента. Допринео је уништењу покрета ебертоваца (на челу са Жаком Ебером) и наставио је да служи Комитет јавне безбедности у наредних неколико месеци. Предложио је доношење Закона 22. преријала 2. године Републике. Кутон је током Термидорске реакције показао велику храброст одбијајући да побегне у Оверњу. Остао је са Робеспјером до краја. Заједно са њим, гиљотиниран је 28. јула 1794. године. Џелат га је, због парализе, петнаест минута намештао на гиљотини.